# أوديا راش
أوديا روشينيك (بالعبرية: אודיה רש‏) (بالعبرية: אודיה רש) المعروفة بـ (أوديا راش) (ولدت في 12 مايو 1997، حيفا، إسرائيل)، ممثلٌة وعارضة أزياء إسرائيلية، والتي أدت الدور الرئيسي في فيلم الخيال العلمي المعطي من إنتاج «شركة وينشتاين» في عام 2014. وقيامها بالتمثيل في فيلم الرعب والكوميدي صرخة الرعب من إنتاج شركة «كولومبيا بيكتشرز» في عام 2015.

## وصلات خارجية
- أوديا راش على موقع IMDb (الإنجليزية)
- أوديا راش على موقع قاعدة بيانات الأفلام العربية
- أوديا راش على موقع أول موفي (الإنجليزية)
- أوديا راش على موقع قاعدة بيانات الفيلم (الإنجليزية)

- أوديا راش على قاعدة بيانات الأفلام على الإنترنت
- أوديا راش على قاعدة بيانات الأفلام العربية